# De Tante van Charlie
De Tante van Charlie is de Nederlandstalige vertaling en versie van de toneelkomedie Charley's Aunt uit 1892.
In Nederland werden vanaf 1893 verschillende bewerkingen opgevoerd voor zowel toneel als musical, onder meer door de theatergroep van Henri Poolman.
In 1925 speelde Sydney Chaplin in een succesvolle (stomme) filmversie die ook in Nederland vertoond werd. Ook was in 1956 in Nederland een Duitse filmversie te zien. In 1962 bracht de KRO de klucht op televisie, met in de hoofdrollen Jan Blaaser en Tilly Perin-Bouwmeester.
In de jaren 1970 was het stuk te zien in de Nederlandse theaters. De klassieke tekst werd bewerkt door de Nederlandse acteur Luc Lutz. De hoofdrol werd gespeeld door Jules Royaards. Verder speelden onder meer mee: Henk Molenberg, Hein Boele, Luc Lutz, Brûni Heinke en Ina van Faassen. Een televisie-registratie werd uitgezonden door de VARA, als onderdeel van een serie maandelijkse klucht-avonden.
In 2004 verscheen er een versie bewerkt door Jon van Eerd die later ook een musicalbewerking maakte. De toneelversie van Van Eerd werd genomineerd voor de Toneelpublieksprijs van het NRC.